# Vasilica Tastaman
Vasilica Tastaman (n. 6 octombrie 1933, Brăila – d. 30 martie 2003, București) a fost o actriță română.

## Biografie și carieră
A debutat în 1949 pe scena din orașul său natal. Până în 1961, când s-a numărat printre fondatorii Teatrului de Comedie, a jucat la teatrele Giulești și Bulandra. În 1981 s-a stabilit în Suedia  unde a jucat pe scena teatrului din Malmö. A fost căsătorită de două ori, cu fostul jucător și antrenor de fotbal Emeric Jenei și actorul Dan Tufaru. Din prima căsnicie are un băiat, Călin Jenei  și o fată Janne Jenei.

## Distincții
- Ordinul Muncii clasa a III-a (10 august 1964) „pentru merite deosebite în opera de construire a socialismului, cu prilejul celei de a XX-a aniversări a eliberării patriei”[6]
- Ordinul Meritul Cultural clasa a V-a (6 noiembrie 1967) „pentru merite deosebite în domeniul artei dramatice”[7]

## Filmografie
- D-ale carnavalului (1959)
- Telegrame (1960)
- Aproape de soare (1961)
- Post restant (1962)
- Vremea zăpezilor (1966)
- Maiorul și moartea (1967) - Livia
- Castelanii (1967) - Aneta
- Cine va deschide ușa? (1967)
- Vin cicliștii (1968) - Doina
- Brigada Diverse în alertă! (1971) - Margareta
- Urmărirea (1971) - serial TV
- Metamorfoze (1972) - film TV
- Astă seară dansăm în familie (1972) - Mimi
- Adio dragă Nela (1972) - Nela
- Despre o anume fericire (1973)
- Veronica (1973) - vulpea cea șireată
- Dragostea începe vineri (1973) - Clara
- Veronica se întoarce (1973) - vulpea cea șireată
- Păcală (1974) - soția pădurarului
- Comedie fantastică (1975)
- Premiera (1976) - Veronica, secretara teatrului
- Serenadă pentru etajul XII (1976)
- Tufă de Veneția (1977)
- Războiul Independenței (Serial TV) (1977)
- Eu, tu, și... Ovidiu (1978) - Lili, soția lui Misică
- Melodii, melodii (1978) - secretara de la Oficiul de Spectacole
- Nea Mărin miliardar (1979) - vânzătoarea de la shop
- Am o idee!... (1981)
- Grăbește-te încet (1982) - Valentina Popovici
- Trandafirul galben (1982) - soția dr. Ghiulamila